# Iwan Oblakow
Iwan Siergiejewicz Oblakow (ur. 5 lipca 1998) – rosyjski piłkarz grający na pozycji pomocnika.

## Życiorys
Pochodzi ze wsi Wyndin Ostrow w Obwodzie leningradzkim. W wieku dziewięciu lat zaczął trenować piłkę nożną w szkółce Zenita Petersburg. Zwrócił na siebie uwagę w 2016 roku, kiedy to wystąpił w drużynie Petersburga na Memoriale Granatkina. Był na obozie szkoleniowym w ramach drugiej drużyny Zenita. Pojechał na Puchar FNL, jednak nie wystąpił w meczu.
W czerwcu 2016 podpisał kontrakt z FK Ufa. 31 lipca zadebiutował w Priemjer-Lidze w meczu przeciwko Uralowi Jekaterynburg, wchodząc w 77. minucie. Swojego pierwszego gola zdobył w kwietniu 2017 przeciwko Spartakowi Moskwa.
31 sierpnia 2018 podpisał umowę z CSKA Moskwa. 1 września zadebiutował w nowym klubie w meczu ligowym z Uralem, zastępując Ilzata Achmietowa.